# Mantenna
Mantenna, izmišljeni zlikovac iz franšize Gospodari svemira i jedan od pomogača zlog čarobnjaka-kiborga Hordaka, vođe Zle Horde. Pojavljuje se kao lik u mini stripovima koji su izdavani zajedno s originalnim akcijskim figurama te u animiranoj seriji She-Ra: Princeza moći (1985. – 1987.).

## Povijest lika
Zlikovac je i član Zle Horde, a ima sposobnost odličnog sluha, a očima koje može izduljiti izvan očne šupljine može poslati niz različitih zraka na svoje protivnike, od kojih neke privremeno paraliziraju ili zamrznu protivnika, dok druge stvaraju gravitacijsku distorziju.

## Originalni mini stripoviGospodari svemira
U mini stripovima je slabo zastupljen, ali ima vlastiti broj pod naslovom "Mantenna i prijetnja Zle Horde!" (Mantenna and the Menace of the Evil Horde!, 1984.).

## Televizijska adaptacija lika

### She-Ra: Princeza moći (1985. – 1987.)
U animiranoj seriji nastaloj kao spin-off He-Mana i Gospodara svemira (1983. – 1985.) pod naslovom She-Ra: Princeza moći (1985. – 1987.), Mantenna je nervozni brbljavac i budala koja služi kao komični odušak u radnji. Hordak se često iskaljuje na njemu tako što otvori tajna vrata ispod Mantenninih nogu i propusti ga kroz otvor u podzemni dio. Mantennina moć proizlazi iz njegovih očiju koje može po volji izvući iz očnih duplja te njima ispaljivati energetske zrake koje mogu privremeno paralizirati ili zamrznuti protivnike.

## Vanjske poveznice
- Mantenna - he-man.fandom.com (engl.)